# Касселс, Джеймс
Сэр Чарльз Арчибальд Джеймс Хэлкетт Касселс (англ. Sir Charles Archibald James Halkett Cassels) (28 февраля 1907 — 13 февраля 1996) — британский военачальник, фельдмаршал (1968).

## Биография
Родился в городе Кветта, входившего тогда в состав колонии Британская Индия (ныне город в Пакистане. Сын офицера британской колониальной армии, впоследствии дослужившегося до генерала. Окончил привилегированную школу-интернат в графстве Уорикшир. Этот интернат был известен высоким уровнем обучения регби.

## Начало службы
С 1926 года служил в Британских Вооружённых Силах. Он окончил Королевское военное училище и был зачислен в Сифортский Хайлендерский пехотный полк.

## Вторая мировая война
В 1940 году назначен командиром батальона в Королевском Тайнсайдском Шотландском пехотном полку. С 1941 года — в Дирекции планирования Военного министерства Великобритании. С 1942 года — начальник штаба 52-й пехотной дивизии. С 1944 года — командир 152-й пехотной бригады, произведён в чин бригадира. На завершающем этапе войны служил в штабе 21-й группы армий союзников, сражавшейся во Франции и в Западной Германии.

## Послевоенная служба
После окончания войны с 1945 года — командир 51-й пехотной дивизии. С 1946 года — командир 6-й аэромобильной дивизии в Палестине, где тогда резко обострился ближневосточный конфликт и британские войска оказались втянутыми в арабо-еврейское вооружённое противостояние. С 1948 года — директор по взаимодействию с Военно-Воздушными силами в Военном министерстве. С 1950 года — представитель от Великобритании в объединённом штабе австралийско-британских войск на Дальнем Востоке. С 1951 года командовал 1-й дивизией войск Британского Содружества, сражавшейся в Корейской войне совместно с американцами. С 1953 года командовал 1-м армейским корпусом. С 1954 года — Директор военной подготовки в Военном министерстве Великобритании.
С 7 мая 1957 года по 29 февраля 1968 года — командующий Королевской военной полицией. В 1957 году назначен директором военных операций в Малайе, руководил боевыми операциями против повстанцев на завершающем этапе Войны в Малайе. С 1960 года — командующий Британской Рейнской Армией, дислоцированной на территории ФРГ. С 1963 года — генерал-адъютант Её Величества. С 1965 года — начальник Генерального Штаба Великобритании. В 1968 году уволен в отставку и одновременно с увольнением произведён в фельдмаршалы.

## Спортивная карьера
В 20-х - 30-х годах Джеймс Касселс был одним из ведущих игроков в крикет в Англии и в составе команд несколько престижных национальных и международных турниров. Выступал за сборную сухопутных войск и за национальную сборную Англии. В последний раз играл в официальном матче в 1949 году, уже будучи в генеральском звании.

## Награды
- Рыцарь Большого креста ордена Бани (GCB)
- Рыцарь-Командор ордена Британской империи (КВЕ)
- Кавалер ордена «За выдающиеся заслуги» (DSO)